# Otto II van Nassau-Siegen
Otto II van Nassau-Siegen (ca. 1305 – (gesneuveld) december 1350/januari 1351), Duits: Otto II. Graf von Nassau-Siegen, was graaf van Nassau-Siegen, een deel van het graafschap Nassau. Hij stamt uit de Ottoonse Linie van het Huis Nassau.

## Biografie

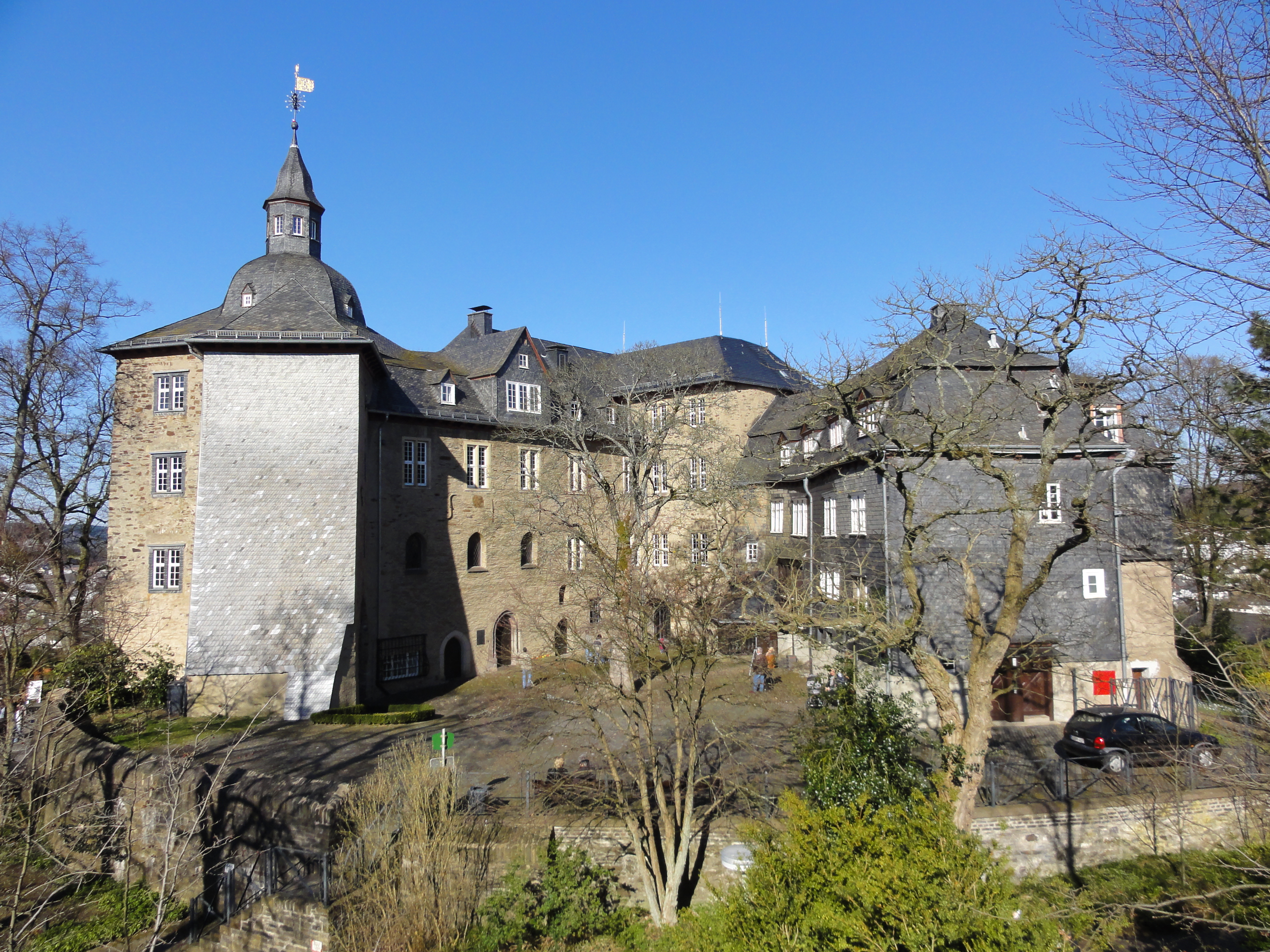
Slot Siegen

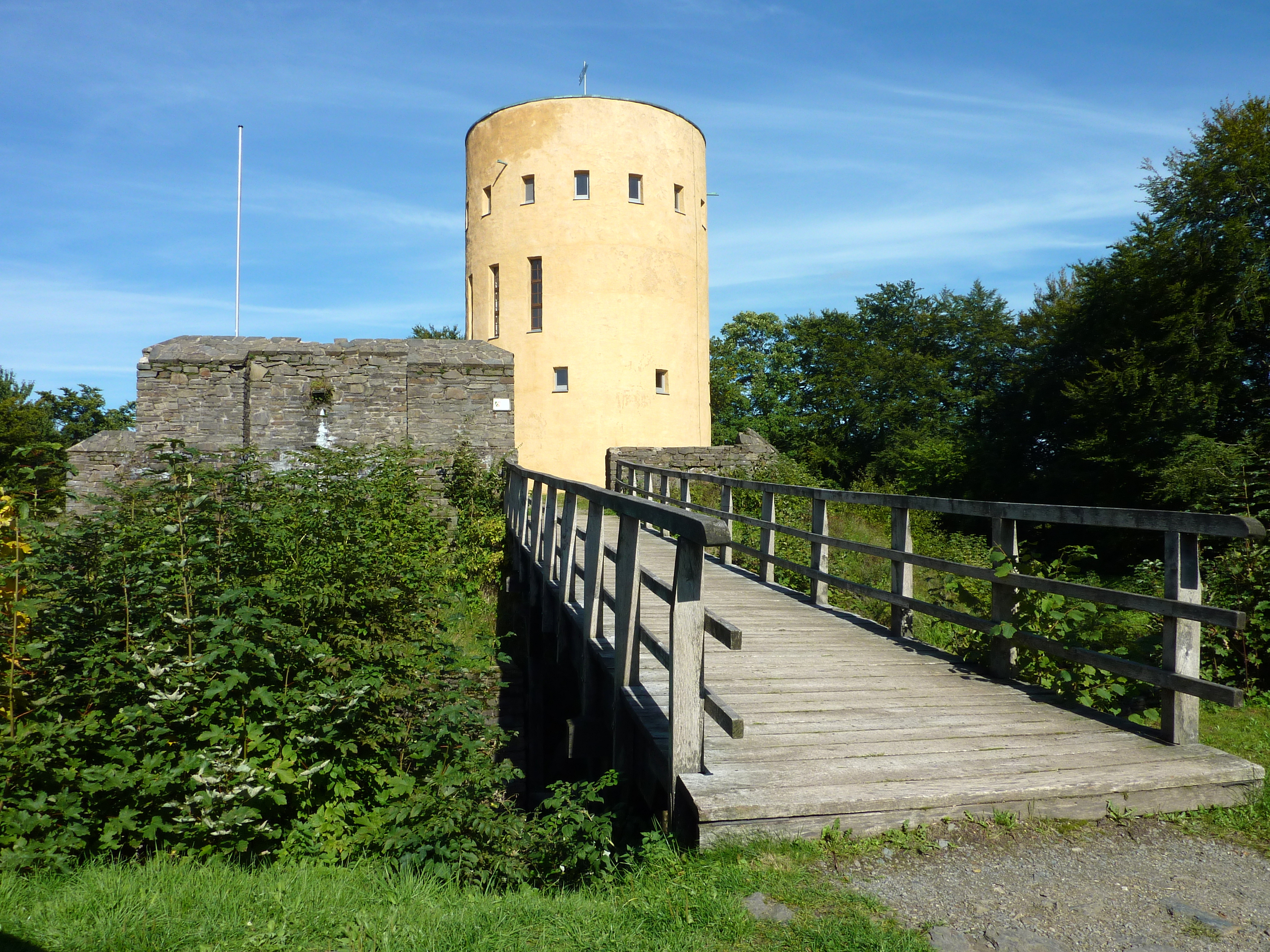
De Burcht Ginsburg

Otto was de oudste zoon van graaf Hendrik I van Nassau-Siegen en Adelheid van Heinsberg en Blankenberg, dochter van heer Dirk II van Heinsberg en Blankenberg en Johanna van Leuven (een kleindochter van hertog Hendrik I van Brabant).
In 1336 sloten Otto en zijn jongere broer Hendrik een delingsverdrag voor het graafschap van hun vader. In 1339 echter huwde Hendrik tegen de wil van zijn vader en broer. Het kwam tot strijd tussen beide broers. Otto sloot een verbond met landgraaf Herman I van Hessen tegen Hendrik. Door bemiddeling van de graven Gerlach I van Nassau en Dirk III van Loon-Heinsberg kon een verzoening bereikt worden. Op 18 juni 1341 volgde een nieuw verdelingsverdrag.
Otto volgde in augustus 1343 zijn vader op in Siegen, Dillenburg, Löhnberg en de Herborner Mark. Het jaar daarna verkocht Otto de burcht en heerlijkheid Löhnberg aan paltsgraaf Ruprecht I en graaf Gerlach I van Nassau. Op 20 september van datzelfde jaar kreeg hij van keizer Lodewijk ‘de Beier’ stadsrechten voor Dillenburg.
Op 14 augustus 1343 kwamen ‘Alf graue van der Mark unde Margret sin … husfrouwe’ met ‘Otten grauen van Nassauwe und frouwen Aleyde’ in een oorkonde overeen dat ‘eine dochter van unseren dochteren’ zou huwen met ‘einem sone van soenen … Otten grauen van Nassauwe und frouwen Alheyd vorgenant’.
Otto geldt niet als een goed regent. Zijn korte regering was een aaneenschakeling van vetes waarbij het land verwoest werd. Om zijn uitgaven te bestrijden werd hij gedwongen veelvuldig bezittingen te verpanden. Zo was hij genoodzaakt om de Nassause helft van Siegen te verkopen aan de aartsbisschop van Keulen en verloor hij alles dat Nassau had verworven van het Wildenburgsche bezit aan het graafschap Sayn. En in 1349 moest hij het kerspel Haiger en de helft van de Burcht Ginsburg verpanden aan de heren van Haiger en de aartsbisschop van Keulen.

Eind 1350 of begin 1351 trok Otto, met hulp van zijn neven Johan en Emico II van Nassau-Hadamar, ten strijde tegen de broers Godfried en Wilderik III van Walderdorff, waarbij Otto zijn leven verloor. Hij werd opgevolgd door zijn zoon Johan I, die tot 1362 onder regentschap van zijn moeder stond.

## Huwelijk en kinderen
Otto huwde (contract 23 december 1331) met Adelheid van Vianden († 30 september 1376), dochter van graaf Filips II van Vianden en Adelheid van Arnsberg.

Uit dit huwelijk werden geboren:
1. Adelheid, was non in Klooster Keppel te Hilchenbach 1376, en abdis 1378–1381.
2. Johan I (ca. 1339 – Herborn, 4 september 1416), volgde zijn vader op.
3. Hendrik ‘de Houwdegen’ († Kassel, 5 september 1402), was domheer te Keulen 1356.
4. Otto († 1384), was kanunnik en provoost van de Sint Maurits te Mainz 1357 en domheer te Keulen en te Mainz 1380.

## Voorouders
| Voorouders van Otto II van Nassau-Siegen | Voorouders van Otto II van Nassau-Siegen                                                                  | Voorouders van Otto II van Nassau-Siegen                                                                  | Voorouders van Otto II van Nassau-Siegen                                                                  | Voorouders van Otto II van Nassau-Siegen                                                                  | Voorouders van Otto II van Nassau-Siegen                                                                  | Voorouders van Otto II van Nassau-Siegen                                                                  | Voorouders van Otto II van Nassau-Siegen                                                                  | Voorouders van Otto II van Nassau-Siegen                                                                  |
| ---------------------------------------- | --- | --- | --- | --- | --- | --- | --- | --- |
| Betovergrootouders                       | Walram I van Nassau (ca. 1146–1198) ⚭ Kunigunde (?–1198)                                                  | Otto I van Gelre en Zutphen (?–1207) ⚭ ca. 1185 Richardis van Beieren (?–1231)                            | Frederik III van Leiningen (?–1237) ⚭ 1202/05 Agnes van Eberstein (1185/87–?)                             | ? (?–?) ⚭ ? (?–?)                                                                                         | Godfried II van Sponheim (1175/85–1223) ⚭ Adelheid van Sayn (?–1263)                                      | Dirk I van Valkenburg en Heinsberg (?–1228) ⚭ vóór 1217 Isolda (?–1220/2)                                 | Hendrik I ‘de Krijgshaftige’ van Brabant (1165–1235) ⚭ 1180 Mathilde van Boulogne (1170–1210)             | Arnoud IV van Oudenaarde (?–1242) ⚭ Alix van Rozoy (?–1265)                                               |
| Overgrootouders                          | Hendrik II ‘de Rijke’ van Nassau (ca. 1180–1247/50) ⚭ vóór 1215 Machteld van Gelre en Zutphen (?–na 1247) | Hendrik II ‘de Rijke’ van Nassau (ca. 1180–1247/50) ⚭ vóór 1215 Machteld van Gelre en Zutphen (?–na 1247) | Emico IV van Leiningen (?–1276/79) ⚭ Elisabeth (?–1263)                                                   | Emico IV van Leiningen (?–1276/79) ⚭ Elisabeth (?–1263)                                                   | Hendrik van Sponheim (–ca. 1258) ⚭ 1230 Agnes van Valkenburg en Heinsberg (?–1267)                        | Hendrik van Sponheim (–ca. 1258) ⚭ 1230 Agnes van Valkenburg en Heinsberg (?–1267)                        | Godfried van Brabant (1209–1254) ⚭1243 Maria van Oudenaarde (?–1277)                                      | Godfried van Brabant (1209–1254) ⚭1243 Maria van Oudenaarde (?–1277)                                      |
| Grootouders                              | Otto I van Nassau (?–1289/90) ⚭ vóór 1270 Agnes van Leiningen (?–na 1299)                                 | Otto I van Nassau (?–1289/90) ⚭ vóór 1270 Agnes van Leiningen (?–na 1299)                                 | Otto I van Nassau (?–1289/90) ⚭ vóór 1270 Agnes van Leiningen (?–na 1299)                                 | Otto I van Nassau (?–1289/90) ⚭ vóór 1270 Agnes van Leiningen (?–na 1299)                                 | Dirk II van Heinsberg en Blankenberg (?–1303) ⚭ 1253 Johanna van Leuven (?–1291)                          | Dirk II van Heinsberg en Blankenberg (?–1303) ⚭ 1253 Johanna van Leuven (?–1291)                          | Dirk II van Heinsberg en Blankenberg (?–1303) ⚭ 1253 Johanna van Leuven (?–1291)                          | Dirk II van Heinsberg en Blankenberg (?–1303) ⚭ 1253 Johanna van Leuven (?–1291)                          |
| Ouders                                   | Hendrik I van Nassau-Siegen (ca. 1270–1343) ⚭ vóór 1302 Adelheid van Heinsberg en Blankenberg (?–na 1343) | Hendrik I van Nassau-Siegen (ca. 1270–1343) ⚭ vóór 1302 Adelheid van Heinsberg en Blankenberg (?–na 1343) | Hendrik I van Nassau-Siegen (ca. 1270–1343) ⚭ vóór 1302 Adelheid van Heinsberg en Blankenberg (?–na 1343) | Hendrik I van Nassau-Siegen (ca. 1270–1343) ⚭ vóór 1302 Adelheid van Heinsberg en Blankenberg (?–na 1343) | Hendrik I van Nassau-Siegen (ca. 1270–1343) ⚭ vóór 1302 Adelheid van Heinsberg en Blankenberg (?–na 1343) | Hendrik I van Nassau-Siegen (ca. 1270–1343) ⚭ vóór 1302 Adelheid van Heinsberg en Blankenberg (?–na 1343) | Hendrik I van Nassau-Siegen (ca. 1270–1343) ⚭ vóór 1302 Adelheid van Heinsberg en Blankenberg (?–na 1343) | Hendrik I van Nassau-Siegen (ca. 1270–1343) ⚭ vóór 1302 Adelheid van Heinsberg en Blankenberg (?–na 1343) |